# Stan Getz
Stan Getz, de seu nome Stanley Gayetsky (Filadélfia, 2 de fevereiro de 1927 — Malibu, Califórnia, 6 de junho de 1991) foi um saxofonista norte-americano de jazz. Fez parcerias com João Gilberto e Antonio Carlos Jobim, tornando-se um dos principais responsáveis em difundir o movimento musical brasileiro conhecido como bossa nova pelo mundo.

## Biografia

### Início
Stan Getz nasceu em 2 de Fevereiro de 1927, em Filadélfia, nos EUA. Os seus pais eram judeus, naturais da Ucrânia, que imigraram de Kiev, em 1903. Mais tarde, a sua família viajou para Nova Iorque, à procura de melhores condições de vida e emprego. Getz foi um aluno empenhado, de notas máximas, terminando no topo dos melhores alunos da sua classe.
A sua paixão eram os instrumentos musicais, e tinha que tocar todos os que encontrava no seu caminho. O primeiro saxofone foi-lhe oferecido pelo seu pai, aos 13 anos. Também lhe ofereceu um clarinete, mas este ficou para segundo plano. Getz dedicava grande parte do dia a praticar saxofone.
Em 1941, é aceito na orquestra All City High School Orchestra, de Nova Iorque. Isto proporcionou-lhe a oportunidade de ter um tutor particular, da filarmónica de Nova Iorque, Simon Kovar. Paralelamente, também tocava em pequenos concertos locais. Aos 14 anos, compra o seu primeiro saxofone tenor, com o dinheiro que juntou com esses concertos. No entanto, a sua dedicação à música prejudicava-lhe as notas, e acabou mesmo por deixar de estudar, para se dedicar totalmente à carreira musical. Mais tarde, é obrigado a regressar à escola, pelos representantes do sistema de ensino.
Em 1943, entra para a banda de Jack Teagarden, e toca, também, com Nat King Cole e Lionel Hampton. Após tocar com Stan Kenton, Jimmy Dorsey e Benny Goodman, Getz torna-se solista com Woody Herman, de 1947 a 1949, destacando-se como um dos principais saxofonistas da banda, conhecida como "os quatro irmãos"; os outros eram Serge Chaloff, Zoot Sims e Herbie Steward. Com Herman, Getz alcança um primeiro êxito com Early Autumn. Após deixar a banda, inicia a sua carreira a solo. A partir de 1950, seria o líder na quase totalidade das gravções onde participará.

### Anos 50 e 60
Nos anos 50, Stan Getz tornou-se famoso como intérprete do cool jazz, tocando com Horace Silver, Johnny Smith, Oscar Peterson entre outros. Os seus dois primeiros quintetos incluíam nomes famosos como o baterista de Charlie Parker, Roy Haynes, o pianista Al Haig e o contrabaixista Tommy Potter. Em 1958, Getz muda-se para Copenhaga, com o objectivo de deixar o seu consumo de drogas.
No regresso aos EUA, em 1961, Getz torna-se uma das principais figuras da bossa nova. Junto com Charlie Byrd, que tinha regressado de uma turnê no Brasil, Getz grava Jazz Samba, em 1962, que se torna um sucesso. A faixa principal era uma adaptação de "Samba de Uma Nota Só", de Antonio Carlos Jobim. Stan Getz ganha o Grammy para a Melhor Interpretação de Jazz, em 1963, com "Desafinado".
Grava com Tom Jobim, João Gilberto, e sua esposa, Astrud Gilberto. A sua interpretação de "Garota de Ipanema", dá-lhe mais um Grammy. Esta música tornou-se uma das canções mais conhecidas do jazz latino, de todos os tempos. Getz e Gilberto, ganharam dois Grammy (Melhor Álbum e Melhor Single), superando os The Beatles, em A Hard Day's Night. Em 1967, Getz grava com Chic Corea e Stanley Clarke.

### Anos 70 e 80
No início dos anos 70, Stan Getz foi influenciado pelo jazz de fusão e "jazz elétrico", utilizando um Echoplex no seu saxofone. Os críticos não gostaram da nova experiência, o que levou Getz a desistir desta sonoridade, regressando ao jazz mais tradicional e acústico. A partir dos anos 80, gradualmente, Getz deixa a bossa nova, e opta por um estilo de jazz menos tradicional, mais esotérico.

## Vida pessoal

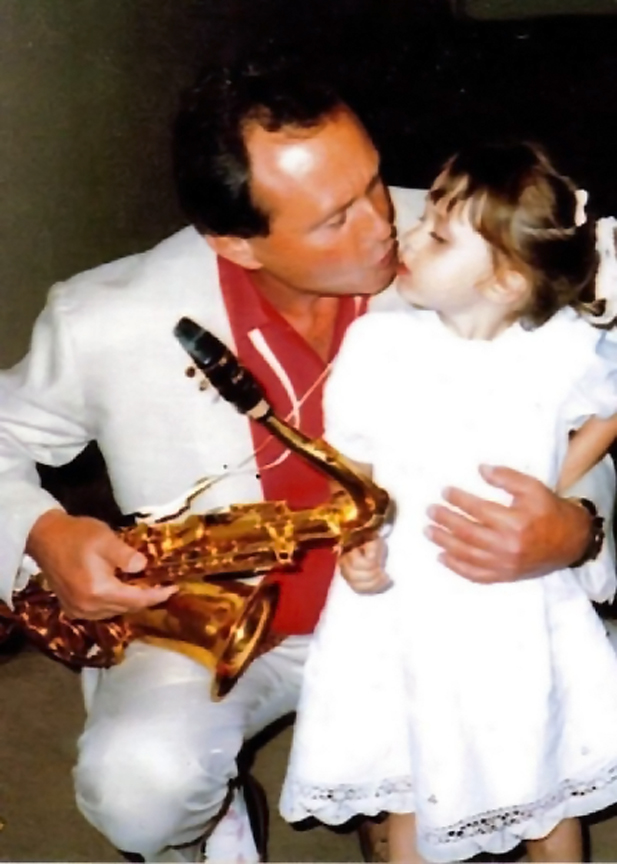
Stan e Katie (Kathleen McGovern), sua neta, no Lincoln Center, em junho de 1987.

Desde novo Getz consumia drogas, principalmente heroína e álcool. Casado com Beverly Byrne, vocalista da banda de Gene Krupa, em 7 de Novembro de 1946, teve três filhos. Em 1954, foi detido por tentar roubar uma farmácia, em busca de morfina. Durante o processo de detenção, no sector prisional do centro médico USC Medical Center, de Los Angeles, Beverly terá dado à luz o seu terceiro filho, nesse mesmo edifício.
Em 1956, no dia 3 de Novembro, casa-se com Monica Silfverskiold, uma aristocrata sueca, com quem teve dois filhos. Em 1957, tem um filho de uma relação com a sua amiga Inga Torgner. Após vários anos a tentar tirar Getz da sua toxicodependência, Monica divorcia-se em 1987, e ganha a custódia de todos os filhos do seu ex-marido.
Nos últimos anos da sua vida com auxílio de grupos como Alcoólicos Anônimos, Stan Getz consegue, finalmente, terminar com a sua dependência do álcool e drogas.  Morre de câncer do fígado, em 6 de Junho de 1991. Em 1998, foi-lhe dedicado uma ala na escola de música de Berklee, designada por "Stan Getz Media Center and Library", e doada pela fundação de Herb Alpert.